# Alain Guéhennec
Alain Guéhennec, né en 1954 à Baud (Morbihan), est un copilote de rallyes-raids français.

## Biographie
Il est mécanicien-motoriste depuis 1976, et fait comme tel partie du département Peugeot Sport dès sa création.
Jean Todt lui permet alors de participer (sur 205 Turbo 16) comme mécanicien d'assistance rapide embarqué durant l'édition 1987 du Paris-Dakar.
Il a participé à plus d'une cinquantaine de rallyes-raids durant toute sa carrière sportive.

## Palmarès

### Titre
- Vainqueur de la Coupe du monde des rallyes tout-terrain, en 2004 en participant à 7 courses, avec l'émirati Khalifa Al Mutaiwei sur BMW X5 CC et avec le belge Grégoire De Mévius (lui-même 4e du classement final des pilotes) sur BMW X-Raid et sur Nissan pick-up truck;

### Victoires et podiums notables
- Rallye des Pharaons, en 2000 avec Grégoire De Mévius sur Nissan Navara Pathfinder truck du Nissan team officiel, et en 2010 en catégorie T2 (Production);
- Rallye-raid d'Allemagne en 2002, avec Grégoire De Mévius sur BMW X5;
- Rallye d'Orient en 2004, avec Grégoire De Mévius sur Nissan pick-up truck;
- Rallye Por las Pampas en 2004, sur BMW;
- Rallye du Maroc "Historic" en 2010 et 2011, avec  Grégoire De Mévius sur Porsche Kronos;
- Victoire en catégorie Production (T2 - voitures de série améliorées) au Rallye Dakar 2011, avec Jun Mitsuhashi sur Toyota Land Cruiser 4WD VDJ 200; 
  - 2e de l'U.A.E. Desert Challenge Marlboro en  2004, avec Grégoire De Mévius sur Nissan pick-up truck;
  - 2e du rallye de Tunisie en 2004, avec Khalifa Al Mutaiwei sur BMW X-Raid:
  - 2e de l'avant-dernière Baja Portugal 1000 en 2004, avec Khalifa Al Mutaiwei sur BMW X-Raid:
  - 2e de la Baja Espana en 2004, sur BMW X-Raid:
  - 3e du rallye des Pharaons en 1991, sur Citroën ZX;
  - 3e du rallye-raid du Maroc, en 1993 sur Citroën ZX, en 1998 sur IPSO, en 2001 sur Nissan, et en 2007 avec Nasser Al Attiyah sur BMW X-Raid ;

### 27 participations auParis-Dakar
(6 victoires d'étapes; trois 6e places)
- 1987: avec Vatanen / Mehta / Zanussi (sur Peugeot 205, comme mécanicien parfois embarqué);
- 1988: avec Alain Ambrosino sur Peugeot 205 (6e, et vainqueurs de la dernière épreuve spéciale, la 20e, sur la plage de Dakar);
- 1989: avec Philippe Wambergue, sur Peugeot-Pioneer 205 (8e, et vainqueurs de la dernière épreuve spéciale, la 18e, sur la plage de Dakar);
- 1991: avec Alain Ambrosino, sur Citroën ZX (6e);
- 1992: avec Alain Ambrosino, sur Citroën ZX (9e);
- 1993: avec Alain Ambrosino, sur Citroën ZX (7e);
- 1997:avec Dominique housiaux Nissan patrol
- 1998: avec Pierre Lartigue, sur Protruck (abandon);
- 1999: avec Henri Pescarolo, sur Nissan (11e);
- 2000: avec Henri Pescarolo, sur Nissan (9e);
- 2001: avec Grégoire De Mévius, sur Nissan (8e);
- 2002: avec Grégoire De Mévius, sur Nissan (27e, vainqueurs de la 3e étape Narbonne-Madrid, de la 15e étape Kiffa-Dakar, et de la dernière épreuve spéciale, la 16e, sur la plage de Dakar);
- 2003: avec Grégoire De Mévius, sur BMW X-Raid (abandon);
- 2004: avec Grégoire De Mévius, sur BMW X-Raid (8e);
- 2005: avec Nasser Al Attiyah, sur BMW X-Raid (abandon);
- 2006: avec Nasser Al Attiyah, sur BMW X-Raid (abandon);
- 2007: avec Nasser Al Attiyah, sur BMW X-Raid (6e, vainqueurs de la 10e étape Néma-Néma);
- 2008 (épreuve annulée): prévue avec Bruno Saby, sur  BMW X-Raid;
- 2009: avec Orlando Terranova (Argentine), sur BMW X-Raid Personal argentine (abandon);
- 2010: avec Jean-Luc Blanchemain, sur Buggy MD (abandon);
- 2011: avec Jun Mitsuhashi (Japon), sur Toyota Land Cruiser 4WD VDJ 200 (*) du Land Cruiser Toyota Auto Body team (usine mère) (12e; victoire en catégorie T2 - voitures de Production);
- 2012: avec Jun Mitsuhashi, sur Toyota Land Cruiser 4WD VDJ 200 (*) du Land Cruiser Toyota Auto Body team (24e; 2e en catégorie T2):
- 2013: avec Jun Mitsuhashi, sur Toyota Land Cruiser 4WD VDJ 200 (*) du Land Cruiser Toyota Auto Body team (abandon).
- 2014 avec jun mitsuhashi  toyota land Cruiser  200 premier T2
- 2105 avec jun mitsuhashi  toyota land cruser 200 premier T2
- 2017 avec Romain Dumas Peugeot 3008DKR   7ième au général

(*: moteur hybride hydrogène/diesel, avec carburant recyclé à base d'huile alimentaire)